# Preisz Hugó
Rumai Preisz Hugó (Ruma, 1860. szeptember 21. – Budapest, Józsefváros, 1940. július 5.) orvos, állatorvos, bakteriológus, a Magyar Tudományos Akadémia rendes tagja. A korszerű magyarországi bakteriológiai kutatások alapjainak megteremtője, intézményi hátterének megszervezője volt. Jelentősebb humánbiológiai és állatorvosi vizsgálatai a gümőkór, az álgümőkór kórokozóira, a baktériumok élettani jelenségeire és a bakteriofágiára irányultak. Négy évtizeden keresztül, 1891 és 1931 között volt a Magyar Királyi Állatorvosi Főiskola, illetve a Pázmány Péter Tudományegyetem bakteriológiai intézeteinek vezetője, tanszékvezető egyetemi tanára.

## Életútja
Baranyából Szerémségbe származott német nemzetiségű családban született. Középiskolai tanulmányait 1873-tól a kalocsai jezsuita főgimnáziumban, majd 1875 és 1880 között az újvidéki állami főgimnáziumban végezte. A Budapesti Tudományegyetemen szerzett orvosi oklevelet 1885-ben, ekkor az egyetem kórbonctani intézetének gyakornoka, majd még ugyanabban az évben második, 1887-ben első tanársegéde lett. 1888-ban a törvényszaki orvostani intézethez került át mint első tanársegéd. 1889–1890-ben már a II. számú sebészeti klinikán tevékenykedett, s a tanév végén műtősebészi oklevelet szerzett.
A Földmívelésügyi Minisztérium országos bakteriológiai intézet felállítását tervezte, ezért 1890–1891-ben külföldi tanulmányútra küldték Preiszet, aki németországi, belgiumi és franciaországi kutatóintézeteket és laboratóriumokat keresett fel tapasztalatszerzés céljából (Drezda, Berlin, Brüsszel, Lyon, Montpellier, Párizs). Hazatértekor, 1891-ben megbízást kapott az Állatorvosi Akadémia (1899-től Magyar Királyi Állatorvosi Főiskola) bakteriológiai intézetének vezetésére. 1906-ig állt az intézet élén, ezzel párhuzamosan 1894-ben a bakteriológia nyilvános rendkívüli tanára lett, 1895 és 1906 között pedig a bakteriológia tanszékvezető nyilvános rendes tanáraként végezte az oktatómunkát. 1896-tól tagja volt az orvos szakértői ügyekben eljáró Igazságügyi Orvosi Tanácsnak.
1906-ban visszatért a Budapesti Tudományegyetem orvosi karára, s 1931-es nyugdíjazásáig a bakteriológia, 1914-től 1931-ig az általános kór- és gyógytan nyilvános rendes tanára volt. Egyidejűleg 1906 és 1931 között az e tanszékekből álló általános kórtani és bakteriológiai intézet igazgatói posztját is betöltötte. 1912–1914-ben az orvostudományi kar dékáni, az 1926/1927-es tanévben pedig a tudományegyetem rektori feladatait is ellátta.

## Munkássága
Pályája korai szakaszában belgyógyászati patológiával, főként a szívműködés rendellenességeivel foglalkozott. Az 1890-es évek elején Liebermann Leó ösztönzésére és a külföldi tanulmányútján tapasztaltak hatására kötelezte el magát a kor új orvosbiológiai diszciplínája, a bakteriológia mellett, s az elkövetkezendő két évtizedben megvetette Magyarországon a tudományág elméleti alapjait és intézményi hátterét. Érdeklődése először a háziállatok fertőző betegségeire irányult, egyebek mellett tanulmányozta a szarvasmarha-gümőkór, a klasszikus sertéspestis és a sertéspasteurellosis bakteriológiai kóroktanát. A sertéspestist tanulmányozva felismerte a kór lefolyása és kimenetele, illetve a vérsavó ellenanyag-tartalma közötti összefüggéseket. Edmond Nocard-tól függetlenül, saját kutatásaira támaszkodva leírta a rágcsálók álgümőkórjának vagy pszeudotuberkulózisának kórokozóját (Corynebacterium pseudotuberculosis vagy Preisz–Nocard-baktérium).
Kutatásai a humán- vagy általános bakteriológiára is kiterjedtek. Kísérleteket végzett az egyes baktériumok által kiválasztott mallein diagnosztikai alkalmazásával kapcsolatban, összehasonlító vizsgálat tárgyává tette az emberi és állati tuberkulózisok kórokozóit. Ez irányú szakmai munkásságának legjelentősebb eredményei a lépfene-baktériumok (Bacillus anthracis) virulenciája (fertőzőképessége) és a baktériumok védelmi rendszerét képező poli-D-glutaminsav-tok termelődése közötti összefüggés felismerése, a baktériumspóra-termelés intenzitását befolyásoló környezeti feltételek meghatározása, valamint a bakteriofágia, a gazdabaktérium pusztulását előidéző baktériumvírusok kimutatása és leírása volt. Pályája utolsó szakaszában érdeklődése homlokterébe a fertőzések immunológiai vonatkozásai, az immunitás kérdései kerültek. Akadémiai székfoglalóinak témáját az általános bakteriológia és a szerológia témaköréből választotta: Vizsgálatok az antipneumococcus-serum hatása módjáról (1915), Vizsgálatok a bakteriophagiáról (1924).
Az általa kifejtett közegészségügyi és szerológiai munkásság szintén jelentős. Az egyetemi bakteriológiai intézetek vezetőjeként évtizedeken át irányította több humán- és állatorvosi diagnosztikum előállítását, az 1890-es évektől a diftéria elleni védőszérum, az első világháború idején pedig a kolera- és hastífusz elleni oltóanyag termelését. 1897-től tagja volt az Országos Közegészségügyi Tanácsnak.
Könyvei, egyetemi jegyzetei és tanulmányai mellett nevéhez fűződik az első jelentős magyar nyelvű bakteriológiai kézikönyv megírása (1899). A millenniumi kiállításon nagy feltűnést keltett az általa készített mikroszkópos baktériumfelvételekkel.

### Társasági tagságai és elismerései
1912-ben a Magyar Tudományos Akadémia levelező, 1923-ban rendes tagjává választották. 1916-tól rendes, majd 1929-től tiszteleti tagja volt a Szent István Akadémiának. 1915-től haláláig választmányi tagként, 1927-től 1931-ig az élettani, 1927-től 1938-ig a mikrobiológiai szakosztály elnökeként vett részt a Királyi Magyar Természettudományi Társulat munkájában. Emellett tiszteleti tagja volt a debreceni Tisza István Tudományos Társaságnak, alelnöke a Budapesti Orvosegyesületnek, a Bécsi Mikrobiológiai Társaság (Wiener Gesellschaft für Mikrobiologie) pedig levelező tagjai sorába választotta.
Tudományos érdemei elismeréseként 1918-ban magyar nemességet szerzett, ekkor vette fel a rumai előnevet. 1937-ben a Debreceni Tisza István Tudományegyetem díszdoktorává avatták.

### Főbb művei
- A szív fejlődési rendellenességeiről. Budapest: (kiadó nélkül). 1885.
- Adatok a veleszületett szívbajok tanához. Budapest: (kiadó nélkül). 1890.   REAL-EOD
- Összehasonlító tanulmányok a bacillaris pseudotuberculosisokról. Budapest: (kiadó nélkül). 1893.
- A gyermekek diftériás hüléseiről. Budapest: (kiadó nélkül). 1895.
- Tanulmányok a sertéspestis és sertésseptikaemia (sertéskolera és sertésvész) okára vonatkozólag. Budapest: (kiadó nélkül). 1897.
- Bakteriológia. Budapest: (kiadó nélkül). 1899.
- A pestisről, különös tekintettel annak bakteriológiájára. Budapest: (kiadó nélkül). 1900.
- Vizsgálatok a lépfenebacillus variálásáról és szelidülésének mibenlétéről. Eger: (kiadó nélkül). 1911.
- Kórtani jegyzetek I–II. Összeáll. Szappanyos Béla. Budapest: (kiadó nélkül). 1922–1925.
- Tangl Ferenc r. tag emlékezete. Budapest: (kiadó nélkül). 1924.
- Die Bakteriophagie vornehmlich auf Grund eigener Untersuchungen. Jena: (kiadó nélkül). 1925.
- Az infectio és immunitás tanának elemei. Budapest: (kiadó nélkül). 1936.
- Az általános kórtan vázlata. Budapest: (kiadó nélkül). 1939.   (Went Istvánnal és Sántha Kálmánnal)

## További irodalom
- Manninger Rezső:  Preisz Hugó (1860–1940).  Állatorvosi Lapok,  8. sz. (1940)
- Alföldi Zoltán:  Preisz Hugó és a magyar mikrobiológia.  Az Országos Orvostörténeti Könyvtár Közleményei,  10–11. sz. (1958)